# GNUinOS
GNUinOS (GNU in Operating System) es una distribución GNU/Linux basada en Debian y que pretende ser 100% libre, aunque a día de hoy todavía no está reconocida como tal por la Free Software Fundation.
GNUinos se distribuye como archivos de imagen en formato iso que pueden ser ejecutados desde un DVD, memoria USB (con posibilidad de persistencia de datos) e instalados en un disco duro.

## Características
- Kernel GNU Linux-libre-3.16.7-1
- Incluye BulmaGés (software de gestión empresarial).
- Repositorio de paquetes propio.[3]